# Саїнська сільська рада
Саїнська сільська рада — колишній орган місцевого самоврядування у Чернівецькому районі Вінницької області з адміністративним центром у с. Саїнка.

## Населені пункти
Сільській раді підпорядковані населені пункти:
- с. Саїнка
- с. Вівчарня

## Склад ради
Рада складається з 14 депутатів та голови.

## Керівний склад сільської ради
| ПІБ                          | Основні відомості                                                         | Дата обрання | Дата звільнення |
| ---------------------------- | ------------------------------------------------------------------------- | ------------ | --------------- |
| Казьмір Анатолій Миколайович | Сільський голова, 1948 року народження, освіта, безпартійний              | 26.03.2006   | 31.10.2010      |
| Стаєнний Микола Миколайович  | Сільський голова, 1967 року народження, освіта вища, член Партії регіонів | 31.10.2010   |                 |

Примітка: таблиця складена за даними джерела